# Creusen I.A.M.
De Creusen I.A.M. was een elektrische bestelauto van de Limburgse elektrische-apparatenfabriek Elektrotechnische Industrie Creusen, gevestigd te Roermond, en werd op de markt gebracht door de Haagse NV Internationale Automobiel Maatschappij (de I.A.M. uit de naam).
Het driewielige voertuig was bedoeld voor gebruik door melkboeren en eendere huis-aan-huisbezorgers, en kwam in twee modellen, de P12 met een laadvermogen van 1200 kg, en de P16 die geacht werd 1600 kilo belading te kunnen verplaatsen. 

## Aandrijving
Het voertuigje beschikte over een 24 voltbatterij met een vermogen van 160 Ah. Deze dreef een door Creusen gebouwde elektromotor van 2,3 pk aan. Dit resulteerde in maximumsnelheid van 14 km per uur en een actieradius van ongeveer 23 km.